# Gerhard Ertl
Gerhard Ertl (* 10. října 1936, Stuttgart) je německý fyzik a emeritní profesor na univerzitě v Berlíně. V roce 2007 obdržel Nobelovu cenu za chemii za studium chemických procesů na povrchu pevných látek. Byl oceněn již v roce 1998, kdy obdržel Wolfovu cenu za chemii.
Je absolventem Stuttgartské univerzity, kde jeho diplomovou práci na téma disociace vedl Heinz Gerischer, doktorát získal na mnichovské technice. V letech 1986 až 2004 pracoval v Institutu Fritze Habera při Společnosti Maxe Plancka. Podařilo se mu zdokonalit Haberův–Boschův proces pomocí vakuové techniky. Byl jedním z autorů publikace Handbook of Heterogeneous Catalysis. Je členem Leopoldiny, Academia Europaea a Papežské akademie věd, v letech 1995 až 2001 zastával funkci viceprezidenta Německé výzkumné nadace (DFG). V roce 1992 mu byl udělen Záslužný řád Spolkové republiky Německo a v roce 2014 Bavorský Maxmiliánův řád pro vědu a umění. Je signatářem Mainauské deklarace ze 3. července 2015, v níž 76 laureátů Nobelovy ceny vyzvalo k přijetí účinnějších opatření proti globálnímu oteplování. V březnu 2022 odsoudil ruskou invazi na Ukrajinu.